# Hydrocyphon sarawakensis
Hydrocyphon sarawakensis es una especie de coleóptero de la familia Scirtidae.

## Distribución geográfica
Habita en  Malasia.